# Aesthetic Perfection
Aesthetic Perfection – amerykański zespół EBM i aggrotech założony w 2000 roku w Los Angeles przez frontmana i wokalistę Daniela Gravesa. 

## Historia
Początki istnienia zespołu datują się na rok 2000. Sama nazwa projektu nie ma nic wspólnego z muzyką, pytany o nią Graves stwierdził "jest to rodzaj refleksji nad Hollywood", skąd właśnie pochodzi i gdzie stworzył swój zespół. "W Hollywood, wszystko zmierza w kierunku fałszywej estetycznej perfekcji… wiesz: gwiazdy filmowe, chirurgia plastyczna i ogólnie nieprawdziwi ludzie. Nazwa grupy to odzwierciedla, pomyślałem że jest odpowiednia dla formacji z Tinseltown". Od momentu założenia zespołu minęło jednak ponad pięć lat do ukazania się wydanego nakładem Bractune Records debiutanckiego albumu zatytułowanego Close to Human. Mimo to grupa sukcesywnie budowała swoją renomę na rynku muzyki alternatywnej i wszystkie wydane później ich albumy pojawiały się nakładami dużych wytwórni muzycznych, takich jak Out of Line Records w Europie czy Metropolis Records w Stanach Zjednoczonych. Zespół posiadał również kontrakty na wydawanie płyt w Rosji (Gravitator Records) i w Japonii (Death Watch Asia).
Przez cały okres istnienia zespół intensywnie koncertuje. Brał udział zarówno we wspólnych tournée wraz z rozmaitymi gwiazdami sceny alternatywnej, takimi jak wspólne z Combichrist Demons on Tour tournée po Europie i Stanach Zjednoczonych w 2009 roku, czy w 2016 roku ze szwedzkim Covenantem.
Zespół jest także częstym gościem największych festiwali muzycznych mrocznej muzyki. Występował czterokrotnie podczas Wave Gotik Treffen w latach 2005, 2009, 2012 i 2016 w Lipsku, trzykrotnie Amphi Festival 2012, 2014 i 2016, Mera Luna 2015, Blackfield Festival 2010 i 2013 czy Kinetik Festival 2009 w Montrealu.
Prócz działalności w Aesthetic Perfection, Daniel Graves nagrywał również w założonym jednocześnie swym drugim projekcie Necessary Response tworzącym bardziej w klimatach futurepop. Jak mówi artysta, utwory tego projektu powstawały ze ścieżek, które napisał, ale niezbyt pasują do linii muzycznej prezentowanej przez Aesthetic Perfection. Projekt ten został zawieszony w roku 2009, a definitywnie rozwiązany w 2014, gdyż artyście trudno było zaangażować się odpowiednio jednocześnie w dwa duże projekty. Efektem tego wszystkie kolejne nagrania powstawały już tylko pod szyldem Aesthetic Perfection, co nie zawsze spotyka się z przychylnością fanów przyzwyczajonych raczej do ostrzejszych industrialnych brzmień grupy.  
Zespół gościł w Polsce 14 lipca 2013 roku podczas dwudziestej edycji festiwalu Castle Party w Bolkowie.  

## Styl muzyczny
Muzyka zespołu ewoluowała w trakcie istnienia grupy. Początkowo klasyfikowana jako ebm i aggrotech, z czasem ewoluowała w electro-industrial. Część najnowszych dokonań zespołu klasyfikowane jest nawet do gatunku futurepop. Zespół stara się podążać własną ścieżką muzyczną niezależnie od chwilowych trendów, nie skupia się też zbytnio na treściach i przekazie utworów, jak mówi sam Graves "Muzyka opowiada o doświadczeniach jakie zdobyłem w świecie. Nie interesuje mnie formułowanie politycznych bądź społecznych opinii – muzyka jest jedyną rzeczą którą robię dobrze, dlatego jest podstawową formą w jakiej mogę się wyrazić".  

## Skład zespołu
- Daniel Graves (wokal)
- Tim Van Horn (instrumenty perkusyjne na żywo)
- David Dutton (instrumenty klawiszowe / US)
- Elliot Berlin (instrumenty klawiszowe / EU)

## Dyskografia

### Albumy studyjne
| Tytuł                               | Szczegóły wydania                                                                                          |
| ----------------------------------- | --- |
| Close to Human                      | - wydany: 22 lutego 2005 - wytwórnia: Bractune (BRAC002) - format: CD, digital download                    |
| A Violent Emotion                   | - wydany: 26 września 2008 - wytwórnia: Bractune (BRAC006) - format: CD, digital download                  |
| All Beauty Destroyed                | - wydany: 8 listopada 2011 - wytwórnia: Metropolis (MET 764) - format: CD, 2×CD, Box set, digital download |
| Til Death                           | - wydany: 11 lutego 2014 - wytwórnia: Metropolis (MET 927) - format: CD, LP, digital download              |
| Imperfect                           | - wydany: 12 maja 2015 - wytwórnia: Metropolis (MET 973) - format: CD+DVD, digital download                |
| Blood Spills Not Far From The Wound | - wydany: 16 października 2015 - wytwórnia: Metropolis (MET 998) - format: CD, digital download            |

### EPki
| Tytuł                              | Szczegóły wydania                                                                           |
| ---------------------------------- | ------------------------------------------------------------------------------------------- |
| All Beauty Destroyed – The Remixes | - wydany: 4 listopada 2011 - wytwórnia: Out of Line (OUT 519) - format: digital download    |
| A Nice Place to Destroy            | - wydany: 12 czerwca 2012 - wytwórnia: Metropolis (MET 814D) - format: CD, digital download |

### Single
| Tytuł                        | Rok  | Album                |
| ---------------------------- | ---- | -------------------- |
| "The Devil's in the Details" | 2010 | All Beauty Destroyed |
| "Inhuman"                    | 2011 | All Beauty Destroyed |
| "Antibody"                   | 2013 | Til Death            |
| "The Dark Half"              | 2013 | Til Death            |
| "Big Bad Wolf"               | 2013 | Til Death            |

### Wydania na kompilacjach
| Tytuł                                                  | Rok  | Album                                                                     |
| ------------------------------------------------------ | ---- | ------------------------------------------------------------------------- |
| "Sacrifice"                                            | 2002 | Septic III                                                                |
| "I Belong to You"                                      | 2004 | Machineries of Joy Vol. 3                                                 |
| "Surface" (Pneumatic Detach Remix)                     | 2005 | Awake the Machines Vol. 5                                                 |
| "Coward" (live video)                                  | 2006 | Out of Line Festival Vol. 2                                               |
| "Architect" (live video)                               | 2006 | Out of Line Festival Vol. 2                                               |
| "Sacrifice" (live video)                               | 2006 | Out of Line Festival Vol. 2                                               |
| "Living the Wasted Life" (Machineries Mix)             | 2007 | Machineries of Joy Vol. 4                                                 |
| "Living the Wasted Life" (Deadbeat Remix)              | 2007 | Extreme Sündenfall 6                                                      |
| "Pale" (Beta Edit)                                     | 2008 | Awake the Machines Vol. 6                                                 |
| "Schadenfreude" (Beta Edit)                            | 2008 | Das Bunker 4: Brighter Than a Thousand Suns                               |
| "Schadenfreude" (Hexen Prozess Remix)                  | 2009 | Inquisition Process                                                       |
| "The Ones" (genCAB Remix)                              | 2010 | Electronic Saviors: Industrial Music to Cure Cancer                       |
| "The Siren" (Faderhead Remix)                          | 2010 | Rock Oracle Compilation #5                                                |
| "Under Your Skin" (Deadbeat Remix)                     | 2012 | Underworld: Awakening (Original Motion Picture Score)                     |
| "The Devil's in the Details" (Sthilmann Remix)         | 2012 | Electronic Saviors: Industrial Music to Cure Cancer Volume II: Recurrence |
| "A Nice Place to Visit" (video)                        | 2012 | Visions of Machines                                                       |
| "A Nice Place to Visit" (Syndroid Remix)               | 2012 | Electronic Saviors: Industrial Music to Cure Cancer Volume III: Remission |
| "Lifelight" (Rotersand featuring Aesthetic Perfection) | 2012 | Truth Is Fanatic Again                                                    |

### Remiksy
| Tytuł                                                   | Rok  | Artysta                    |
| ------------------------------------------------------- | ---- | -------------------------- |
| "Sacrifice"                                             | 2005 | Agonoize                   |
| "Sick Fuck"                                             | 2006 | Unter Null                 |
| "Portrait of Homicide"                                  | 2007 | Dawn of Ashes              |
| "Still Alive"                                           | 2007 | Solitary Experiments       |
| "Our Game"                                              | 2008 | Suicidal Romance           |
| "Can't Change the Beat"                                 | 2009 | Combichrist                |
| "Crash of a Star"                                       | 2009 | Wynardtage                 |
| "I Kissed a Girl"                                       | 2009 | Katy Perry                 |
| "LoveGame"                                              | 2009 | Lady Gaga                  |
| "Rot"                                                   | 2009 | [:SITD:]                   |
| "Body Flow"                                             | 2010 | Interface                  |
| "Version 2"                                             | 2010 | genCAB                     |
| "Art"                                                   | 2010 | God Module                 |
| "Kingdom of Welcome Addiction"                          | 2010 | IAMX                       |
| "Here's to You"                                         | 2010 | System Syn                 |
| "Relax and Ride It"                                     | 2010 | Alter Der Ruine            |
| "Polarity"                                              | 2010 | Cervello Elettronico       |
| "Enjoy the Silence"                                     | 2010 | Depeche Mode               |
| "Dog Eat Dog"                                           | 2010 | Hocico                     |
| "Paparazzi"                                             | 2010 | Lady Gaga                  |
| "Gallows"                                               | 2010 | Endless Sunder             |
| "Death Cures All Pain"                                  | 2010 | Suicide Commando           |
| "Bass Down Low"                                         | 2011 | Dev featuring The Cataracs |
| "Rise Above"                                            | 2011 | 00tz 00tz                  |
| "I Kill"                                                | 2011 | Blackcentr                 |
| "Muv Your Dolly"                                        | 2011 | XP8                        |
| "Tonight"                                               | 2011 | Skold                      |
| "White Knuckle Head Fuck"                               | 2011 | Caustic                    |
| "Sharp as Stars"                                        | 2011 | Surgyn                     |
| "This Is the Life"                                      | 2012 | Inure                      |
| "The Iron Fist of Just Destruction" (Going Hard Remix)  | 2012 | Everything Goes Cold       |
| "Crash and Burn"                                        | 2012 | Detroit Diesel             |
| "Conflict Instigation"                                  | 2012 | Grendel                    |
| "Wahre Liebe"                                           | 2012 | Agonoize                   |
| "Robots"                                                | 2012 | Modulate                   |
| "Get Rid of This Life"                                  | 2013 | Sleetgrout                 |
| "Smell of Fear"                                         | 2013 | Dead Hand Projekt          |
| "Dead Inside"                                           | 2013 | Ludovico Technique         |
| "Goodbye"                                               | 2013 | Bruderschaft               |
| "Hotel Suicide"                                         | 2013 | Rabia Sorda                |
| "As Nations Decay"                                      | 2013 | BlakOPz                    |
| "Master of Decay"                                       | 2013 | 3TEETH                     |
| "Use Once and Destroy" (Version : Aesthetic Perfection) | 2014 | Psyclon Nine               |
| "Blitzlicht"                                            | 2014 | Epinephrin                 |
| "Land of the Blind"                                     | 2014 | Information Society        |
| "Numb"                                                  | 2014 | CYFERDYNE                  |
| "Rise"                                                  | 2014 | Surveillance               |
| "Heart On"                                              | 2014 | Celldweller                |
| "The Error Is You"                                      | 2014 | Spider Lilies              |
| "Sinixtr"                                               | 2015 | Mordacious                 |
| "Ice Crystal"                                           | 2015 | Eisfabrik                  |
| "Parallel World"                                        | 2015 | Alkemic Generator          |
| "I Idolize You"                                         | 2015 | Massive Ego                |